# Ортано (Ливорно)
Ортано је насеље у Италији у округу Ливорно, региону Тоскана.
Према процени из 2011. у насељу је живело 14 становника. Насеље се налази на надморској висини од 11 м.